# Mentha requienii
La menta della Corsica (Mentha requienii Benth., 1833) è una pianta erbacea perenne appartenente alla famiglia delle Lamiaceae. È una specie di menta piuttosto rara, endemica di Corsica e Sardegna.
L'epiteto specifico requienii è un omaggio al naturalista francese Esprit Requien (1788-1851), studioso degli endemismi corsi e provenzali.

## Distribuzione e habitat
Cresce tra i 500 e i 1600 m s.l.m. in zone umide e vicino alle sorgenti.